# Guritzer van Nes A.III
Guritzer van Nes A.III bylo sportovní a cvičné letadlo navržené a postavené v Rakousku společností Guritzer & van Nes (Flugunternehmen und Flugzeugbau Guritzer & van Nes) ze Salcburku koncem 20. let 20. století.

## Vznik a vývoj
Rakouský pilot Johann Hans Guritzer, průkopník a konstruktér v oblasti letectví, a německý konstruktér letadel ing. Wilhelm van Nes, který v 20. letech pracoval u společnosti vyrábějící letadla Heinkel, se spojili v červnu 1926 a založili v Salcburku společnost Salzburger Alpenflug Gesellschaft, která nabízela vyhlídkové lety z letiště Maxglan (nyní letiště Salcburk, ICAO: LOWS, IATA: SZG), založili leteckou školu (Österreichische Fliegerschule Salzburg) a začali stavět letadla. Celkem vyvinuli a postavili ve společnosti Guritzer & van Nes (1928), registrované v Salcburku, tři typy letounů.
Tento jejich třetí společný projekt byl po letounech Guritzer van Nes AI (1927) a A.II (1928) označen jako Guritzer van Nes A.III. Byl postaven v St. Johann im Pongau (Salcbursko) v druhé polovině roku 1929. Hlavní myšlenkou konstruktéra byla dokonalá schopnost jeho použití v alpském, horském terénu. Tato podmínka vyžadovala zvláštní řešení, pokud jde o vlastnosti letounu při startu, stoupání a přistání, a byla patrně pravou příčinou k neobvyklému vzhledu jeho celkové koncepce. Vedle účelů sportovních byl letoun předurčen také k reklamě a demonstračním letům, při čemž musel být schopen provádět některé akrobatické prvky. Jeho pevnostní solidnost byla tudíž řešena i s ohledem na tento požadavek.
K dalším návrhům konstrukcí a stavbě letounů touto společností již nedošlo. Pilot Hans Guritzer 28. srpna 1932 havaroval při přiblížení k letišti Vöcklabruck (Horní Rakousy), když pilotoval letoun Guritzer van Nes A.I (imatrikulace A-30 ve službách Österreichische Fliegerschule Salzburg), a při pádu asi z výšky 50 m zahynul. Inženýr Wilhelm van Nes se vrátil do Německa a dlouhá léta vedl konstrukční tým u leteckého výrobce Arado Flugzeugwerke, kde mj. zkonstruoval letoun Arado Ar 232.

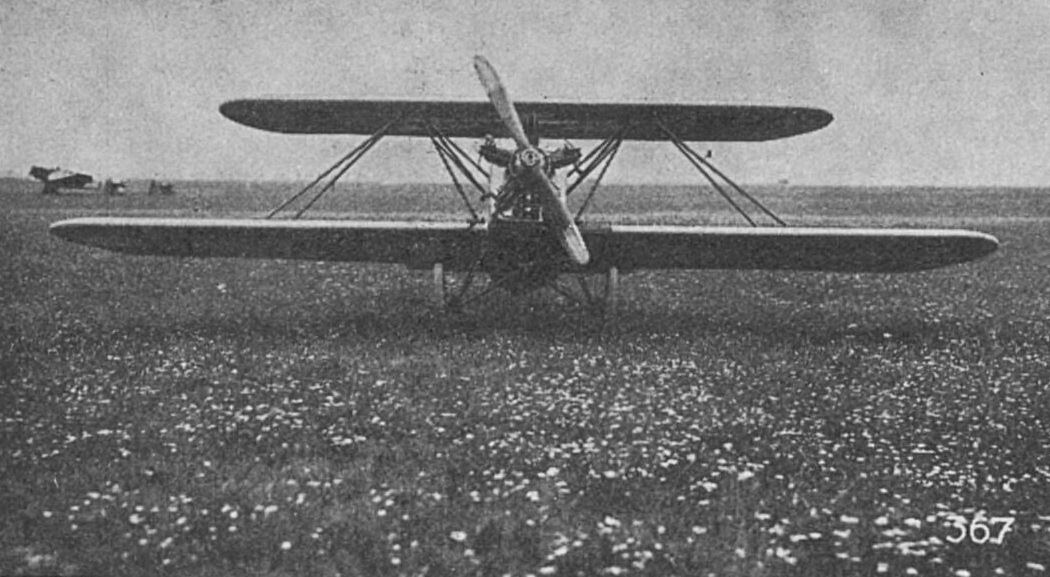
Sportovní letoun Guritzer van Nes A.III s motorem Walter NZ-70 (1929)

## Popis letounu
Letoun byl smíšené konstrukce při použití dřeva a oceli. Křídla a trup letadla byly vyrobeny ze dřeva až na motorové lože. Motorové lože a podvozek letadla byly svařeny z ocelových trubek. Potahy byly vesměs z dýhy a plátna, palivové nádrže z mosazného plechu.
Spodní křídlo bylo připojeno po obou stranách trupu tehdy obvyklým kováním. Spodní křídlo mělo nápadně větší rozpětí, než horní křídlo (jedenapůlplošník, sesquiplane). Spodní křídlo bylo značně předsunuto vůči hornímu křídlu. Toto uspořádáni volil konstruktér jako kompromisní řešení přísných požadavků, které byly na letounu požadovány. Dolnokřídlý jednoplošník by měl podle Guritzera a van Nese dobré vlastnosti co se týče délky startu a přistání, zatímco dvouplošník při nepatrně zvýšené hmotnosti má lepší obratnost a pevnost nosného systému. Posun křídel navzájem křídel byl volen jednak z důvodu konstrukční výhodnosti, jednak z důvodů lepší viditelnosti z letounu a snazšího vstupu do kokpitů. Horní křídlo bylo nedělené, bylo v celku po celém rozpětí. Bylo na čtyřech místech podepřeno širokým baldachýnem z ocelových trubek. Vzpěrové vyztužení obou křídel navzájem z obou stran letounu tvořily dva šikmé vidlicovitě upravené sloupky z trubkové oceli ve tvaru obráceného písmene V. Další dva sloupky od horního křídla byly přichyceny k trupu kloubovým závěsem. Obě křídla byla ze dřeva s kovovým vyztužením a dýhovým potahem. V horním křídle byly umístěny dvě benzínové nádrže o celkovém objemu 80 litrů paliva. Sklápění obou polovin křídla podél trupu bylo možné uvolněním jediného čepového uzávěru.
Trup na horním povrchu poněkud vypuklý měl čtyřhranný průřez. Vyroben byl rovněž ze dřeva a potažen dýhou. Vnitřní konstrukce byla tvořena dvěma dřevěnými skříňovými nosníky s kovovým vyztužením a žebra byla z dýhy s přírubami ze smrkového dřeva. Přední část trupu, která nesla motorové lože, byla vyztužena kovovými částmi a opláštěna plechem. Vzadu končil trup téměř ostrou, svislou hranou. Prostor pilota byl oddělen od motoru ohnivzdornou přepážkou z ocelového plechu navíc pokrytou azbestem. Olejová nádrž z mosazného plechu byla umístěna v trupu za motorem. Ocasní plochy SOP a VOP (směrovky a výškovky) byly vyrobeny ze dřeva a zčásti z kovu. Podvozek a ostruha z ocelových trubek. Dural byl použit často v kombinaci s ocelí a to jen na částech pevnostně podřadného významu.
Letoun byl osazen československým vzduchem chlazeným hvězdicovým pětiválcovým motorem Walter NZ-70 (1929), což byla výkonově modifikovaná verze původního Walter NZ-60 (1923).

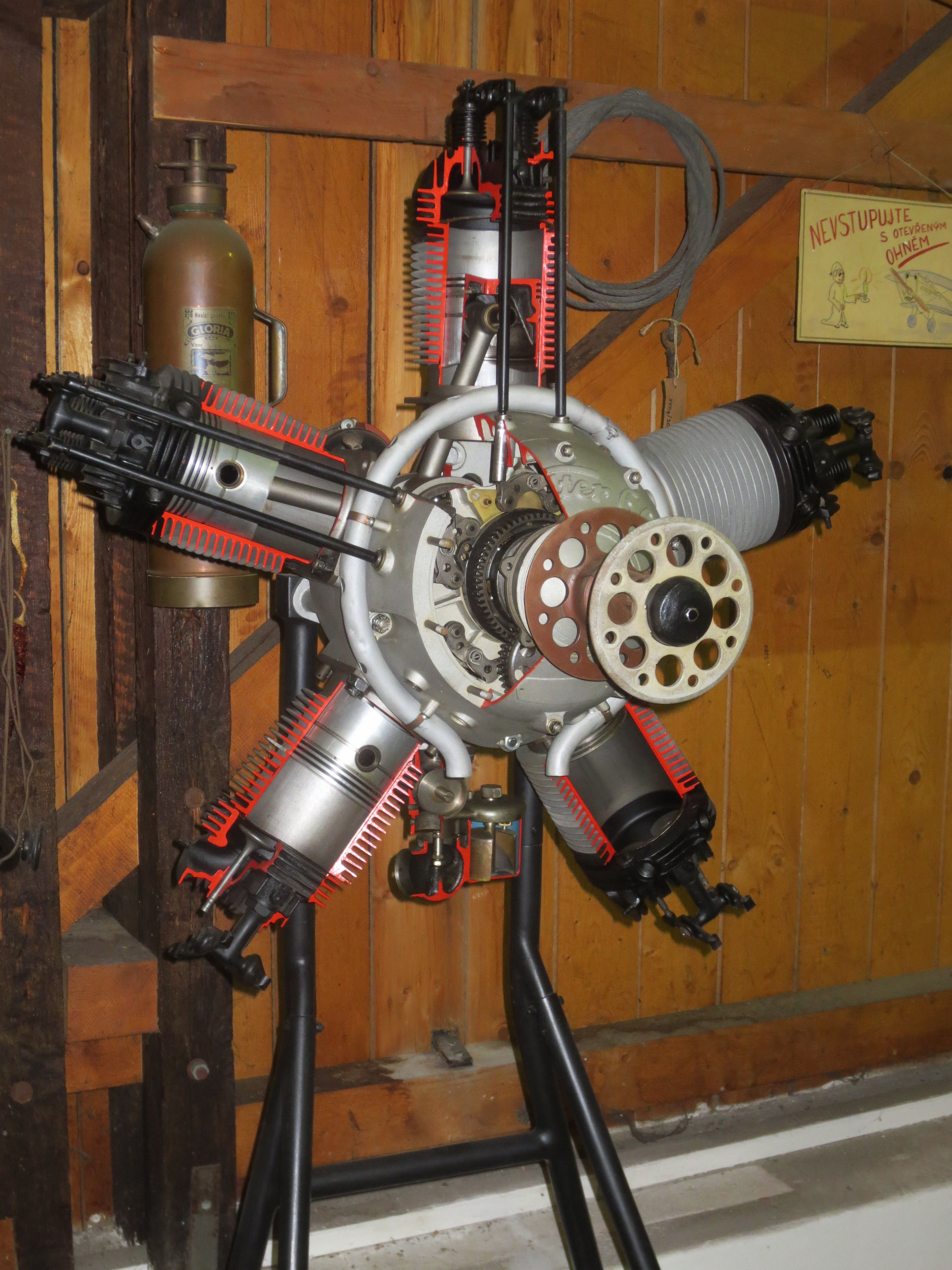
Walter NZ-60 v řezu, Letecké muzeum Kbely

## Použití
Letoun byl zaveden do rakouského leteckého rejstříku s imatrikulací A-64 v roce 1929. V roce 1929 se s tímto letounem měl Hans Guritzer zúčastnit 1. ročníku mezinárodní letecké soutěže Challenge International de Tourisme. Soutěž spočívala v předletových technických testech a z letu na stanovené trase po Evropě o délce přibližně 6000 kilometrů. Soutěže se mohla zúčastnit všechna vícemístná sportovní a civilní letadla s hmotností prázdného letounu do 400 kg. Organizace soutěže, do které se přihlásilo 82 letounů, se zúčastnily aerokluby z Francie, Německa, Itálie, Rumunska, Švýcarska a Československa. V případě rakouského letounu Guritzer van Nes A.III, přihlášeného za Německo, byl nahlášen jako pilot Hans Guritzer (st. č. C8), který ale z neznámých důvodů nemohl do Paříže dorazit včas. V celkovém pořadí soutěže tento letoun uveden nebyl. V samotném závodě společnost Walter nevyšla až tak naprázdno. Škpt. František Klepš na stroji Avia BH-11 Antilopa s motorem Walter Vega se v celkové klasifikaci umístil sedmý. Přestože se jednalo o stroj spíše turistický, umístil se v technických zkouškách na 1.-3. místě (32,5 b.), ale při samotném letu byl odsunut na celkovou 7. pozici (126,5 b.) letadly spíše sportovními a tedy rychlejšími.
Letoun Guritzer van Nes A.III později vlastnila nábytkářská společnost Österreichischen Schicht-Lever Brothers GmbH.

## Uživatelé
- Rakousko
  - Guritzer & van Nes, Salcburk
  - Österreichischen Schicht-Lever Bros G.m.b.H

## Specifikace
Údaje dle

### Technické údaje
- Posádka: 2
- Rozpětí křídla: 8,7 m
- Délka: 6,0 m
- Nosná plocha: 17,0 m2
- Hmotnost prázdného letounu: 340 kg
- Vzletová hmotnost: 560 kg
- Pohonná jednotka: vzduchem chlazený hvězdicový pětiválcový motor Walter NZ-60
  - nominální výkon: 60 k (44 kW) při 1400 ot/min
  - vzletový výkon: 75 k (55 kW) při 1750 ot/min
- Vrtule: dřevěná, dvoulistá vrtule s pevnými listy

### Výkony
- Maximální rychlost: 160 km/h
- Cestovní rychlost: 140 km/h
- Stoupavost: do 1000 m se dvěma osobami 10 min.
- Dostup: 5400 m (s jednou osobou), 4200 m (se dvěma osobami)